# Micrasiatici
I Micrasiatici sono i Greci e in genere i cristiani ortodossi originari dell'Asia Minore (in greco Mikrà Asìa). Tra le popolazioni non turche provenienti dalla regione le lingue parlate sono il greco moderno, il pontico (200.000 parlanti in Grecia verso il 2001 e 300.000 musulmani in Turchia negli anni '90 secondo Ömer Asan) e il cappadocico (di cui sopravvivono parlanti in Grecia, come appurato nel maggio 2005), ma anche il turco (karamanli, turco scritto cioè in caratteri greci), il lazico, il georgiano o anche l'arabo (tali lingue erano presenti in occasione del censimento del 1951).
Le popolazioni greche nell'Asia Minore e nel Ponto vantavano di una storia plurimillenaria. La loro presenza nell'area sin dall'11 secolo a.C. e fino al XX secolo fu ininterrotta .
Le espulsioni forzate iniziate il 1914 e la disfatta delle forze armate greche da parte di quelle guidate da Mustafa Kemal nel 1922 conclusa con la Catastrofe dell'Asia Minore, furono gli eventi storici che posero fine all'esistenza di quasi tutte le popolazioni non musulmane dell'Anatolia.
Oggi il termine, ugualmente utilizzato come aggettivo, designa più particolarmente le centinaia di migliaia (1.221.849) di profughi greco-ortodossi dell'Anatolia arrivati in Grecia in seguito al Trattato di Losanna e lo scambio di popolazioni del 1923, e i loro discendenti.
Tra le popolazioni micrasiatiche ancora presenti in Turchia c'è la comunità ellenica di Costantinopoli, di lingua greca e riconosciuta ufficialmente come minoranza.
La musica rebetiko è nata nei caffè frequentati da questi Micrasiatici, alla fine del XIX secolo dapprima e, soprattutto, negli anni venti del XX secolo.
| Anno | Greci     |
| ---- | --------- |
| 1914 | 1.792.206 |
| 1923 | 200.000   |
| 1927 | 119.822   |
| 1955 | 65.108    |
| 1960 | 49.081    |
| 1978 | 7.000     |
| 2006 | 2.500     |
| 2012 | 1.826     |